# Rosa Chiquichano
Rosa Laudelina Chiquichano (nascida em 1947) é uma advogada e política tehuelche argentina que actuou como deputada pela província de Chubut entre 2007 e 2011. Ao assumir o cargo, foi a primeira pessoa do povo argentino original a entrar para o Congresso Nacional.

## Biografia
O seu trisavô era o cacique Juan Chiquichano de Tehuelce e o seu bisavô, Adolfo Nahuelquir Chiquichano, também foi cacique.
Ela completou a sua formação em Trelew e tornou-se professora.
Ela foi conselheira suplente em Trelew e actuou como legisladora provincial de 2003 até às eleições legislativas de 2007; ela foi eleita deputada nacional para ocupar o segundo lugar na lista da Frente para a Vitória. Ela prestou juramento no dia 5 de dezembro daquele ano, vestindo um quillango (veste tradicional de couro de guanaco) e fazendo um discurso em língua tehuelche.
Na Câmara dos Deputados da Nação, foi segunda vice-presidente da comissão de organizações cooperativas, mútuas e não governamentais e membro das comissões de assuntos constitucionais, cultura vocal, direitos e garantias humanos, população e desenvolvimento humano, e recursos naturais e conservação do meio ambiente humano. No cargo, ela também foi deputada do Parlamento Latino-Americano.